# برستون إليوت
برستون إليوت هو فلاح وسياسي كندي، ولد في 1 مايو 1875 في نورث دونداس في كندا، وتوفي في 12 يناير 1939. حزبياً، نشط في الحزب الليبرالي الكندي. وقد انتخب عضو مجلس العموم الكندي.